# Fernsehen aus Berlin

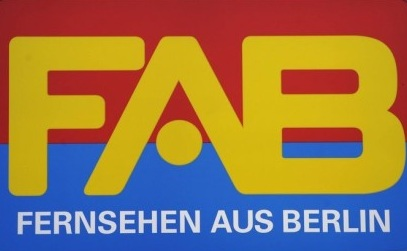
Letztes Senderlogo

Fernsehen aus Berlin (FAB) war ein privater Fernsehsender aus Berlin. FAB wurde am 15. August 1990 gegründet und startete knapp ein halbes Jahr später, am 1. Februar 1991, den Sendebetrieb. 2009 stellte der Sender nach Insolvenz seinen Betrieb ein.

## Geschichte
Nach Angaben des Senders war FAB der erste Sender in Deutschland, der bewusst nach einem komplexen Rotationsprinzip sendete. Neben den rotierenden Sendungen wurden pro Tag mehrere Stunden Neuprogramm in das Programm eingefügt. Der Sender setzte auf Sendungen zu lokalen und regionalen Themen mit hohem Serviceanteil. In der Vorabendsendung Hallo Berlin wurden u. a. neben tagesaktuellen Nachrichten auch die täglichen Zahlen von Keno und Lotto Berlin präsentiert. Der Sender zeigte neue TV-Formate, wie das queere Magazin Schrill, schräg und schwul von Rosa von Praunheim, das später unter dem Namen Andersrum fortgesetzt wurde.
Die Gesellschafterstruktur setzte sich aus einer Vielzahl mittelständischer Programmproduzenten, u. a. Stefan Aust, zusammen, die auch die Inhalte beisteuerten. Mehrheitseigentümerin war, mit um die 40 % Anteil, die Deutsche Fernsehnachrichten Agentur. Ende 2006 erhielt der Sender eine neue Sendelizenz, mit der er in der Lage war, weiter zu expandieren. Im Frühjahr 2008 hatte FAB ein neues, hochmodernes Medienzentrum in der Genthiner Straße, Berlin-Tiergarten, in Betrieb genommen. Am 29. Januar 2009 meldete der Sender die Insolvenz an und stellte zum 1. April 2009 den Sendebetrieb ein. Einige Sendungen wurden vom Regionalsender TV Berlin und dem Spreekanal Berlin übernommen, wie z. B. Ars Vivendi mit Moderator Manuel Werner, der einer der Gründungsgesellschafter von FAB war, oder Fashion & Faces im Spreekanal.

## Ausstrahlung
Ausgestrahlt wurde das Programm terrestrisch über DVB-T in Berlin und Brandenburg sowie im Kabelnetz.
Anfänglich wurde auch über die damalige terrestrische Berliner Frequenz von RTL ausgestrahlt. Ab 18 Uhr wurde unter dem Titel Fenster aus Berlin ein 45-minütiges Lokalmagazin unter der Leitung von Dirk Beinhold und Lenard Fritz Krawinkel gesendet. Auch nachts (von 1 bis 6 Uhr) wurde die Frequenz mehrere Stunden lang genutzt. Später erhielt der Sender eine eigene analoge, terrestrische Frequenz, die aufgrund der vollständigen Umstellung auf DVB-T im Berliner Raum abgeschaltet wurde.

## Moderatoren
Erste Moderatorin der Sendung Fenster aus Berlin war Andrea Kiewel, später moderierte u. a. Carol Campbell die Sendung. Die Moderation der Sendung City Beat wurde von Wiebke Wiedeck und Uwe Prätel übernommen. Andreas Klinner war als Moderator und Redakteur für FAB tätig. Heinz Klaus Mertes moderierte bis zur Einstellung des Sendebetriebes im Jahre 2009.